# Respiratory effort-related arousal
Le Respiratory Effort-Related Arousal (RERA) est un micro-éveil associé à un événement de haute résistance. Il est caractérisé par un aspect d’accroissement progressif de la pression négative œsophagienne, éventuellement Temps de transit du pouls (TTP), pendant une durée minimale de 10 secondes avec retour abrupt à la normale associé à un micro-éveil,.